# Kotomi Ishizaki
Kotomi Ishizaki (石崎 琴美?, Ishizaki Kotomi; Asahikawa, 4 gennaio 1979) è una giocatrice di curling giapponese.

## Palmarès

### Olimpiadi
- Argento a Pechino 2022;[1]